# Akira Higashi
Akira Higashi –en japonés, 東輝, Higashi Akira– (7 de enero de 1972) es un deportista japonés que compitió en salto en esquí. Ganó una medalla de plata en el Campeonato Mundial de Esquí Nórdico de 2003, en la prueba de trampolín grande por equipos.

## Palmarés internacional
| Campeonato Mundial | Campeonato Mundial     | Campeonato Mundial | Campeonato Mundial |
| Año                | Lugar                  | Medalla            | Prueba             |
| ------------------ | ---------------------- | ------------------ | ------------------ |
| 2003               | Val di Fiemme (Italia) | Medalla de plata   | TG por equipos     |